# Infern - Cant Desè

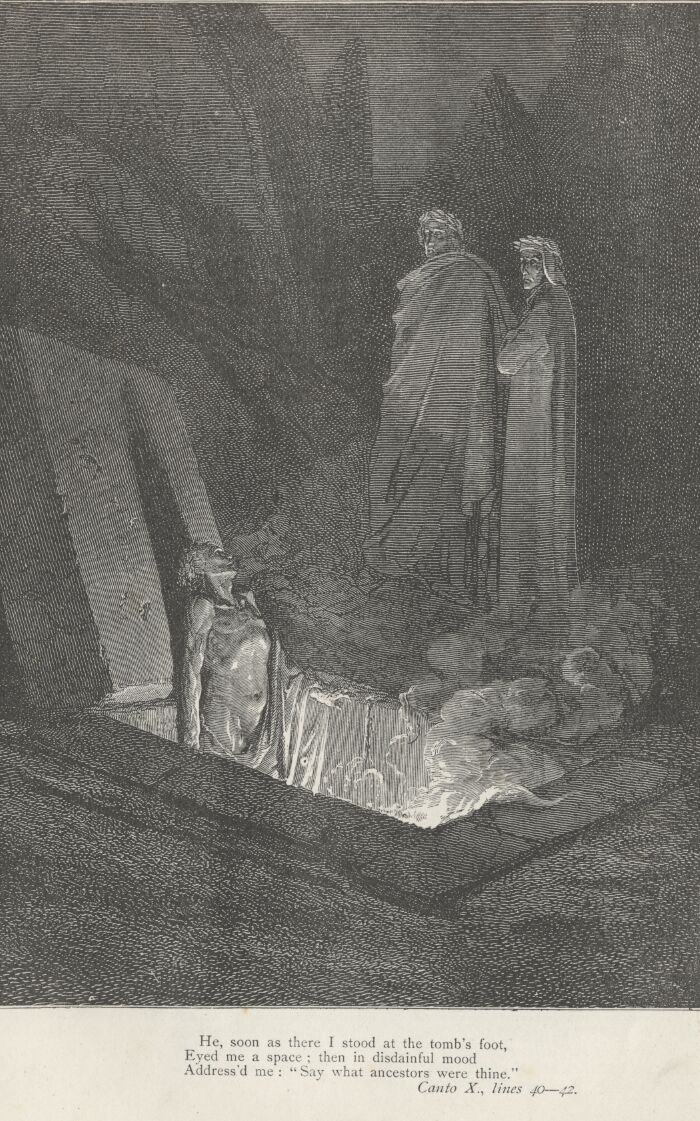
L'aparició de Farinata degli Uberti, il·lustració de Gustave Doré

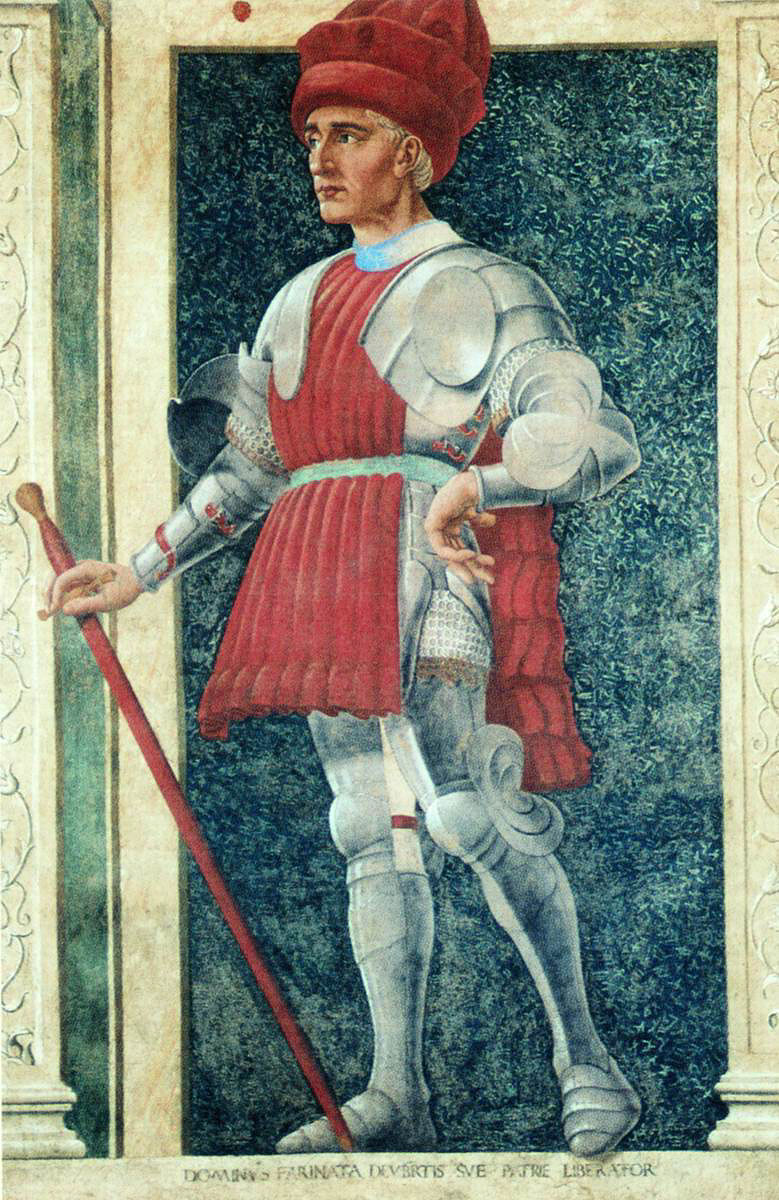
Farinata degli Uberti, sèrie dels homes il·lustres, Andrea del Castagno (fresc separat, ara en emmagatzematge als Uffizi)

El cant desè de l'Infern de Dante Alighieri té lloc en el sisè cercle, dins de la ciutat de Dite, on són castigats els heretges; estem a la matinada del 9 d'abril de 1300 (Dissabte Sant), o segons altres comentaristes del 26 de març de 1300. En aquest cant, ja dins de la ciutat de Dite, els dos poetes caminen entre tombes flamejants dins les quals hi ha els heretges. Només es fa referència als epicuris, ja que Dante només parla amb dos ànimes d'una de les tombes, Farinata dels Uberti un antic cap gibel·lí i Cavalcante dels Cavalcanti que li preguntarà pel seu fill.
En aquest cant Dante s'assabenta del seu futur exili i del destí que correspon a les ànimes dels que van negar la immortalitat de l'ànima.

## Anàlisi del Cant

### Els Epicuris - vv. 1-21
En el cant anterior, l'arribada del missatger de Déu havia obert l'entrada a la ciutat de Dite als dos viatgers, darrere de la porta oberta per la vareta de l'àngel, es presentava un imaginari cruent davant del poeta: una extensió de tombes, algunes d'aquestes en flames i de les quals surten gemecs horribles. Dante ja s'ha adonat que aquí es castiga als "que diuen que, amb el cos, també mor l'ànima". vv.15, és a dir, els que no creuen en la immortalitat de l'ànima (els epicuris o els ateus). Encara que Virgili en el cant anterior havia parlat de totes les heretgies, aquí trobem només heretges epicuris i el contrapàs es calibra en ells: ja que no van creure en l'altra vida, ara són morts entre els morts; d'altra banda no poden veure el present ni el passat, només poden veure el futur; això es pot entendre més endavant quan Cavalcante dels Cavalcanti demanarà a Dante pel seu fill: Guido Cavalcanti.
Dante, que passa més enllà dels murs de Dite i les tombes descobertes pregunta: {"aqueixa gent que jau dins els sepulcres, la podem veure?, ja estan aixecades totes les lloses, i ningú fa guàrdia". } Dante és genèric, però en realitat ell vol veure una ànima en particular, la de Farinata dels Uberti, com ja va expressar a en Ciacco en el sisè cant.
Virgili entén immediatament l'al·lusió de Dante, però mentre li explica com aquestes tombes només seran segellades després del judici final (probablement a causa que serà complet el nombre dels condemnats que hi han d'entrar) i diu que aquesta part del cementiri està dedicada als epicuris; a continuació, torna a la pregunta de Dante i li diu que aviat el seu desig es complirà, fins i tot en la part que no diu (és a dir, trobar a Farinata).

### Farinata dels Uberti - vv. 22-51

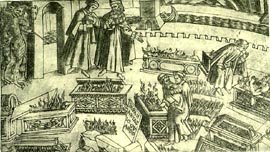
Baccio Baldini, Dante i Virgili caminen entre les tombes dels epicuris

Tot just acaba de parlar el poeta i tot seguit s'aixeca una sobtada veu preguntant: "Toscà, que vas per la ciutat del foc / viu i parlant amb tanta dignitat, / si et plau, atura't ara en aquest lloc. / La teua parla mostra clarament / que ets natural d'aquella noble pàtria / on potser vaig causar massa dolor." (vv. 23-27). Dante es gira cap a la tomba de la qual ha sortit la veu, però no s'allunya de Virgili, que a continuació l'esperona: "Gira't! Què fas? / Mira allí Farinata, que s'ha alçat: / de la cintura amunt el veuràs tot." Apareix llavors aquest esperit que s'aixeca d'una tomba, en el qual Dante s'adona de seguida l'orgull inherent als condemnats: l'esquena recta i el cap enlaire, com si sentís un gran menyspreu per l'Infern (com'avesse l'inferno a gran dispitto).
La trobada és amb un personatge de caràcter i el mateix Virgili recomana a Dante que faci servir paraules "nobles" ("conte"): el diàleg serà de fet un dels més teatrals de la Divina Comèdia. Farinata degli Uberti fou el líder més important dels gibel·lins a Florència en el segle xiii. Va derrotar els güelfs en 1248 i, després de la mort de Frederic II de Suàbia i el retorn dels guelfs, es va veure obligat a exiliar-se. Refugiat a Siena amb altres famílies gibel·lines va reorganitzar les forces de la seva pròpia facció i, amb el suport de les tropes de Manfred de Sicília, va derrotar durament les forces guelfes a la batalla de Montaperti (4 de setembre de 1260). Els líders gibel·lins es van reunir llavors a Empoli i es va decidir arrasar Florència: va ser només la forta oposició de Farinata la que va permetre rebutjar la iniciativa, així ell va tornar triomfant a Florència, i va morir allí en 1264.

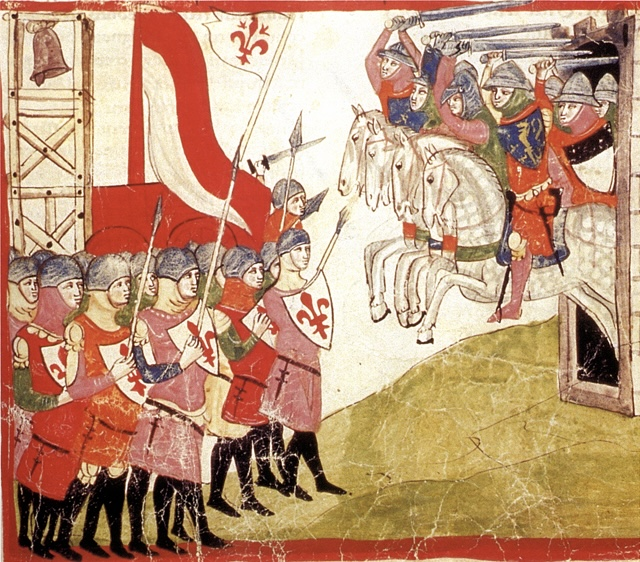
Batalla de Montaperti, treball de Pacino da Bonaguida

Només dos anys més tard, a la batalla de Benevent els guelfs van recuperar de forma permanent Florència, perseguint a totes les famílies gibel·lines. Molts van tornar gradualment retractant-se de les seves idees polítiques, però només els Uberti van patir una violència terrible: condemnat com heretge gairebé vint anys després de la seva mort, els seus ossos van ser exhumats de l'Església de Santa Reparata (Florència) i llençats a l'Arno, mentre que les seves propietats van ser confiscades als descendents; dos dels seus fills van ser decapitats a la plaça, un cosí va ser mort a garrotades, a més van ser jutjats altres tres fills, dos nets, la seva vídua Adaletta: tots van ser condemnats a la foguera. Dante va estar present en l'exhumació, que li devia haver fet una profunda impressió. Farinata en canvi per Dante és un personatge magnànim (generós), un gran esperit, malgrat els fets que va presenciar quan tenia uns divuit anys.

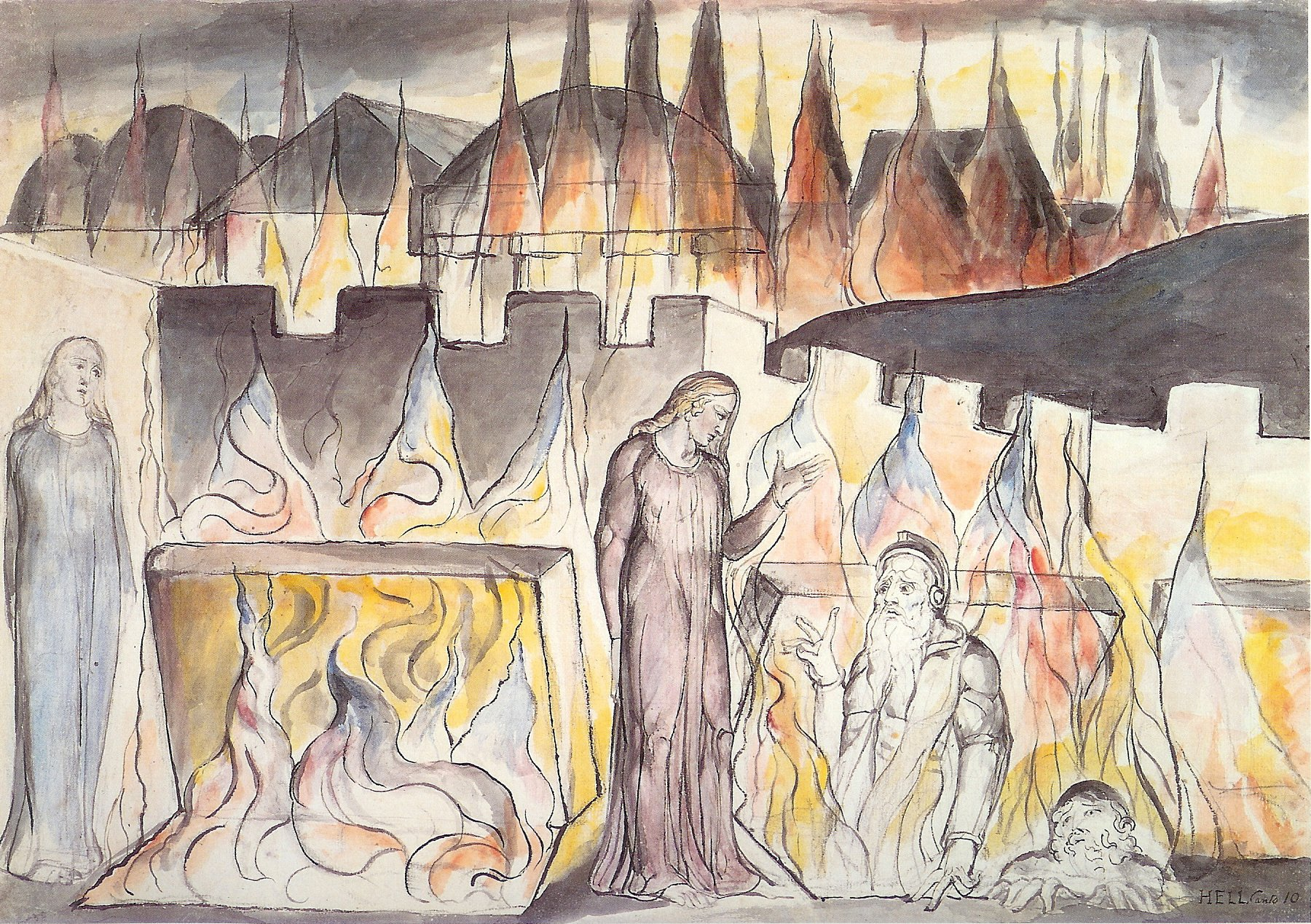
Farinata i Cavalcante amb Dante i Virgili, il·lustració de William Blake

Va ser només gràcies a la seva elegia sobre Farinata (tot i estar condemnat a l'infern) en la Comèdia, que la seva memòria va tornar a ser gran com en el passat, tant, que va arribar a ser considerat un dels florentins il·lustres, per exemple, en el cicle de frescos d'Andrea del Castagno o en les estàtues que guarneixen la plaça dels Uffizi. Dante mostra gran respecte per Farinata degli Uberti, fins i tot encara que Farinata fos el seu rival polític, respecte que sorgeix del gran amor que Farinata va demostrar per la noble pàtria, Florència. El vers "com si tingués l'infern en gran menyspreu", és famós i ens diu que Farinata no pateix pel càstig infernal a què està subjecte, sinó més aviat pel fet que els florentins no l'han reconegut com l'única persona que va salvar Florència de la destrucció. El retrat que en fa Dante és orgullós i auster, de vegades excel·lent, encara que aquí i allà queden patents les seves limitacions humanes, els seus pesars ("on potser vaig causar massa dolor." ...).
Dante s'aprecia Farinata perquè pel seu costat virtuós és un model per ell:
1. Té valor i coherència política;
2. És un perseguit polític com ell;
3. És un gibel·lí, i Dante s'aproparà cada cop més a aquesta ideologia, tant és així que en opinió de molts aquesta va ser la raó per la qual Ugo Foscolo el va anomenar el "gibel·lí fugitiu";
4. Farinata estima la seva ciutat, en primer lloc, i (ho dirà poc després) fou l'únic que després de la batalla de Montaperti es va obstinar contra la destrucció de la ciutat (també Dante combatent, amb Enric VII, que ell anomenava Arrigo, es va negar a prendre les armes contra la seva ciutat que estava sent assetjada). El que Dante no comparteix, és el que fa referència al tema religiós i en part al militar (és com si li donés la culpa de tornar "de color vermell," el riu Arbia, és a dir d'haver produït una matança a Montaperti). No obstant això, el poeta menciona contínuament detalls físics de Farinata que contribueixen a fer un retrat fins i tot de la seva saviesa moral. El diàleg real comença en el vers 42: Farinata mira a Dante amb menyspreu "quasi desdenyós" perquè no el reconeix (Dante havia nascut un any després de la seva mort), i la seva primera pregunta és: "Qui van ser els teus avantpassats?(paràfrasi)". Dante li respon (sense avorrir al lector amb la història de l'Alighieri), i després Farinata, aixecant una mica les celles respon que la família de Dante (de guelfs), foren uns enemics molt durs, dels seus ancestres i del seu partit ("Van ser enemics tan durs, / meus, dels meus avis, i del meu partit,"vv. 46-47), però va ser capaç d'expulsar-los dues vegades vencent-los (l'expulsió dels guelfs en 1251 i en 1267). Dante dona ràpidament la rèplica: "Si els vas fer fora, van tornar les dues vegades, cosa que els vostres (els gibel·lins) no van ser capaços de fer" (paràfrasi dels vv 49-51.). A continuació, Farinata profetitza l'exili de Dante dient que provarà la dificultat de tornar a la seva ciutat: "... que veges com pesa aquest art." (vv. 79-81).

### Aparició de Cavalcante Cavalcanti - vv. 52-72
Just quan Dante respon amablement a Farinata recordant-li que ell i els seus aliats foren exiliats, apareix de sobte en escena una nova figura, la de Cavalcante dei Cavalcanti pare de Guido Cavalcanti, un dels representants més destacats del Dolce Stil Novo i amic íntim de Dante. Ell és un guelf, pel que Dante té molt interès a no catalogar a tots els gibel·lins com heretges, com feien els inquisidors sense escrúpols en temps de persecució política.

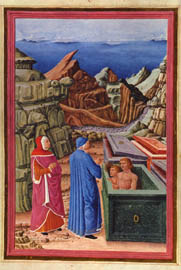
Guglielmo Girardi i col·laboradors, Farinata i Cavalcanti, prop de 1478

Cavalcante sorgeix de la tomba només traient el cap ("Crec que s'havia alçat sobre els genolls" - v 54), a diferència del company orgullós de suplici, mira al seu voltant, com buscant algú, i en no trobar-lo: «digué plorant: "Si és que vas per aquesta cega presó per ser d'enginy tan alt, per què no ve amb tu el meu fill?, on és?"» (vv. 58-60). És a dir Cavalcante pregunta per què Dante ha tingut el privilegi de viatjar a l'inframón per mèrits intel·lectuals i el seu fill Guido no. I Dante contesta amb el següent tercet: {"I jo a ell: << No vinc per mi mateix: em porta per aquí aquell que m'espera, que el vostre Guido potser menyspreà".>> (vv. 61 -63)}. És a dir, diu que no està sol (hi ha Virgili) i que la destinació del viatge seria una figura que Guido va menysprear, indicada pel pronom relatiu «que». No se sap amb certesa què volia dir Dante per «que»: la versió més simple seria que volia dir que Guido no va estimar la raó, simbolitzada per Virgili, però no encaixa en el sentit general; podria significar Beatriu, la teologia, la dona que va transformar en "Amor Dei" l'amor que havia encès en el jove Dante, que va moure a Virgili; o podria significar Déu, que mai es nomena a l'infern, i només se'n fa referència amb pronoms. Observem, per tant, una raó filosòfica per la qual Dante no està d'acord amb Cavalcanti.
Potser la interpretació més consistent és la que apunta a Beatriu, des del moment de la seva joventut, en que tant el poeta com el seu amic Guido van quedar fascinats per l'amor que impregnava el Dolce Stil Novo (estil nou), però la mort havia consagrat Beatriu a un estricte pla de salvació per a Dante, i l'intangible objecte del desig s'havia convertit en instrument operatiu de la gràcia. D'aquesta manera els itineraris intel·lectuals dels dos amics s'havien separat irremeiablement. L'horitzó especulatiu del pensament de Guido s'havia mantingut marcat per l'animisme físic d'Epicur i per l'"aristotelisme radical" dels Averroistes per als quals l'amor, fill dels sentits, era una font d'impulsos irracionals i agonia del desig.
Però hi ha un punt en la resposta de Dante que espanta Cavalcante, i és que el poeta utilitzi un temps passat "era". <<Com?, has dit que "menyspreà"? ("...Guido vostro ebbe a disdegno"), és que ja no viu?» (vv. 67-68). Cavalcante creu que el seu fill és mort (de fet, en el moment del viatge imaginari, a l'abril de 1300, encara era viu, tot i que va morir uns mesos més tard, a l'agost de 1300) i, veient que Dante vacil·la en la resposta, cau sobre la seva esquena a la tomba i desapareix de l'escena desesperat. L'episodi de Cavalcante serveix, a més de per mostrar un guelf entre els heretges, també per donar peu a l'explicació sobre els poders profètics dels condemnats que es comenten més endavant en el cant.

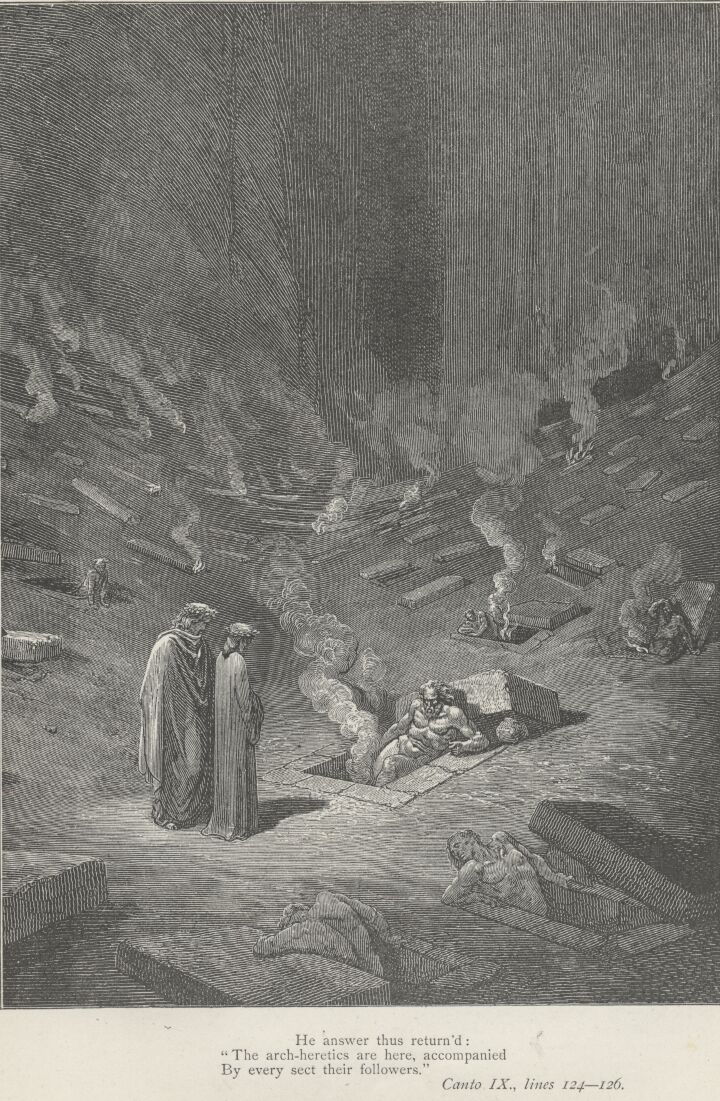
Dialèg amb Farinata, il·lustració de Gustave Doré

### Represa del col·loqui amb Farinata i la seva profecia - vv. 73-93
"Però l'altre gran esperit, pel qual / jo m'havia aturat, no es va immutar, / ni doblega el pit, ni va moure el coll:" […] I va dir: […] "Però no es tornarà a encendre cinquanta / voltes la cara de la que ací regna, / sense que veges com pesa aquest art." En l'absència completa de col·laboració entre les ànimes condemnades Farinata segueix parlant com si no s'hagués produït l'aparició de Cavalcanti, com volent expressar la seva superioritat. Així doncs Farinata repren el seu discurs just on l'havia deixat: "Si els meus gibel·lins han après malament l'art de tornar de l'exili després d'haver estat expulsats, això em turmenta més que aquest llit infernal." (Paràfrasi dels vv. 77-78).
En el següent tercet s'exposa la segona profecia que anticipa l'exili al personatge Dante, Farinata amb els seus poders endevinatoris comuns a totes les ànimes de la presó eterna, adverteix que no hauran passat cinquanta llunes plenes que Dante s'assabentarà lo dura que és l'art de tornar a casa (la pàtria). (" la cara de la que ací regna " es refereix a Prosèrpina, en el mite antic esposa de Plutó i deessa de la lluna). Dante encaixa en silenci i Farinata mentrestant segueix preguntant per què els Florentins són tan durs amb els Uberti, la seva família. Dante diu que és a causa de la matança de Montaperti, que "...els estralls i mortaldat / que van tornar roig el corrent de l'Àrbia" (v. 86). Farinata sospira adolorit, però explica que ell no fou l'únic responsable de la batalla i que això era provocat amb una finalitat molt precisa. Destaca, en canvi com fou ell l'únic defensor de Florència de la destrucció, quan va ser proposar d'arrasar-la després de la consulta d'Empoli entre el rei Manfred de Sicília i els líders gibel·lins.

### Els límits de la previsió dels condemnats - vv. 94-120
El diàleg polític entre Dante i Farinata conclou, però Dante no podia fer-se una idea completa i exacta del que li ha dit Farinata, perquè no està clar si ell veu en el present com pot veure en el futur. El darrer passatge fonamental d'aquest cant, es deu al fet que diverses vegades Dante rep profecies sobre el seu destí i sobre el d'Itàlia per part dels condemnats, però més sovint es veu com les ànimes infernals li demanen pel que passa al món dels vius.
Respon bé Farinata (vv.100-105): "<<Nosaltres, com els vells de poca vista>> / digué, << veiem bé les coses de lluny: / fins ací resplendeix el guia suprem". Paràfrasi: "Nosaltres, com aquell que té la vista defectuosa, digué, veiem les coses mentre estan en el futur; en això solament resplendeix encara en nosaltres la llum de Déu" "Quan s'acosten o són presents, el nostre / intel·lecte es va, i si no ens informa / algú, no sabem res dels fets humans." Paràfrasi: "Quan les coses s'apropen en el temps o es duen a terme, el nostre intel·lecte és inútil i si algú no ens informa, no sabem res dels assumptes humans".
És significatiu que la capacitat d'endevinació dels condemnats s'il·lustri en aquest cant, Farinata conclou el seu discurs advertint que quan arribi el regne de Déu, present, futur i passat, coincidiran i tota la consciència dels condemnats desapareixerà a l'instant. Curiosament, aquesta capacitat de previsió, vàlida per a tots els condemnats (com demostren Ciacco, el golafre, Farinata, epicuri, i Vanni Fucci, lladre) resulta del contrapàs d'un pecat comú a tots els condemnats: pensar només en el present, i mai en la vida d'ultratomba, futura.
Dante, un cop resolt el problema sobre el qual estava estava rumiant quan Cavalcanti li preguntava pel destí del seu fill, prega a Farinata que li digui al seu company de tomba que Guido, encara és amb vida, caminant sobre la terra. Virgili està pressionant per seguir endavant i Dante només pot fer una darrera pregunta breu sobre qui són els altres esperits que hi ha en la tomba de Farinata. Ell respon que n'hi ha més de mil, entre els quals Frederic II, fracassat emperador, també conegut entre els guelfs com l'Anticrist, i el cardenal, és a dir, Ottaviano degli Ubaldini, un home d'església que en l'Església creia ben poc, segons els antics cronistes.

### Confusió de Dante - vv. 121-136
Farinata desapareix i Dante emprèn el viatge amb Virgili, però està preocupat per la profecia que ha sentit. Virgili li demana explicacions i el consola dient que ha de recordar la profecia, però que quan es trobi al davant de la dolça llum ("els dolços raigs") d'aquella que ho veu tot, és a dir, Beatriu, podrà saber tot el curs de la seva vida (de fet aquesta funció la farà Cacciaguida, avantpassat de Dante Alighieri, que narrarà "el viatge de la seva vida" al cant XXVII del paradís). Els dos poetes s'allunyen dels murs de Dite i travessen el cercle per un camí que baixa fins a la bora del següent cercle, del qual ja se sent venir una forta pudor.

## Recitat
El cant desè: 
- en prosa i imatges:[modifica | modifica el codi]

https://www.youtube.com/watch?v=SUpInHLvl1Q
- en vers i imatges:

https://www.youtube.com/watch?v=OP3_IM738OI
- lectura d'Arnoldo Foà: https://www.youtube.com/watch?v=Wgn1tgWiRvo
- lectura i comentaris de Vittorio Sermonti: https://www.youtube.com/watch?v=uCFZAMunGNU